# Шух Аліна Анатоліївна
Алі́на Анато́ліївна Шу́х (12 лютого 1999)  — українська багатоборка, чемпіонка світу 2018 року серед юніорів у метанні списа, чемпіонка Європи у семиборстві серед юніорів (2017) та юнаків (2016), багаторазова чемпіонка України в різних вікових групах.

## Біографія
Народилася 12 лютого 1999 року в Ізмаїлі у сім'ї легкоатлетів, а згодом і її тренерів Майї та Анатолія Шух. Аліна почала займатися спортом з 5 років. Розпочала спортивний шлях із тенісу, а у 2005 році сім'я Шух перебралася до Кагарлику Київської області, де у Кагарлицькій ДЮСШ Аліна продовжила заняття в секції легкої атлетики. З 6 років Аліну тренує її мама — Майя Сергіївна Шух. 2008 року Аліна переїжджає до Броварів, де спочатку навчається у загальноосвітній школі, а з 2011 року — у Броварському вищому училищі фізичної культури. Починаючи з 2013 року до тренувань Аліни долучається її батько Анатолій Анатолійович.
З 2025 року проходить службу у 13-тій бригаді оперативного призначення «Хартія». 

## Статистика

### Встановлені рекорди

#### Світові
| Дисципліна   | Результат | Змагання                       | Місто   | Дата       | Примітки |
| ------------ | --------- | ------------------------------ | ------- | ---------- | -------- |
| П'ятиборство | 4542 очки | Tallinn Indoor Combined Events | Таллінн | 04.02.2017 | [ 2 ]    |

| Дисципліна  | Результат | Змагання                      | Місто   | Дата       | Примітки |
| ----------- | --------- | ----------------------------- | ------- | ---------- | -------- |
| Семиборство | 6186 очок | Чемпіонат Європи серед юнаків | Тбілісі | 15.07.2016 |          |

#### Європейські
| Дисципліна   | Результат | Змагання                       | Місто   | Дата       | Примітки |
| ------------ | --------- | ------------------------------ | ------- | ---------- | -------- |
| П'ятиборство | 4542 очки | Tallinn Indoor Combined Events | Таллінн | 04.02.2017 | WIU20R   |

| Дисципліна   | Результат | Змагання                       | Місто   | Дата       | Примітки |
| ------------ | --------- | ------------------------------ | ------- | ---------- | -------- |
| Семиборство  | 6186 очок | Чемпіонат Європи серед юнаків  | Тбілісі | 15.07.2016 | WU18R    |
| П'ятиборство | 4542 очки | Tallinn Indoor Combined Events | Таллінн | 04.02.2017 | WIU20R   |

#### України
| Дисципліна   | Результат | Змагання                                  | Місто    | Дата       | Примітки |
| ------------ | --------- | ----------------------------------------- | -------- | ---------- | -------- |
| Семиборство  | 6208 очок | Командний чемпіонат Європи з багатоборств | Таллінн  | 02.07.2017 |          |
| Семиборство  | 6381 очко | Чемпіонат Європи серед юніорів            | Гроссето | 21.07.2017 |          |
| П'ятиборство | 4542 очки | Tallinn Indoor Combined Events            | Таллінн  | 04.02.2017 | WIU20R   |

| Дисципліна    | Результат | Змагання                                 | Місто      | Дата       | Примітки |
| ------------- | --------- | ---------------------------------------- | ---------- | ---------- | -------- |
| Семиборство   | 6079 очок | Командний чемпіонат України серед юнаків | Луцьк      | 26.09.2015 | [ 3 ]    |
| Метання списа | 54,69 м   | Чемпіонат України серед юнаків           | Кіровоград | 29.06.2016 | [ 4 ]    |
| Семиборство   | 6186 очок | Чемпіонат Європи серед юнаків            | Тбілісі    | 15.07.2016 | WU18R    |

## Основні міжнародні виступи
| Рік                | Змагання                       | Місто              | Місце              | Дисципліна         | Примітки           |
| Виступи за Україна | Виступи за Україна             | Виступи за Україна | Виступи за Україна | Виступи за Україна | Виступи за Україна |
| ------------------ | ------------------------------ | ------------------ | ------------------ | ------------------ | ------------------ |
| 2015               | Чемпіонат світу серед юнаків   | Калі               | 3                  | семиборство        |                    |
| 2016               | Чемпіонат Європи серед юнаків  | Тбілісі            | 1                  | семиборство        | [ 5 ]              |
| 2016               | 6                              | метання списа      |                    |                    |                    |
| 2017               | Чемпіонат Європи в приміщенні  | Белград            | 11                 | п'ятиборство       |                    |
| 2017               | Кубок Європи з багатоборств    | Таллінн            | 1                  | семиборство        | [ 6 ]              |
| 2017               | Чемпіонат Європи серед юніорів | Гроссето           | 1                  | семиборство        | [ 7 ]              |
| 2017               | Чемпіонат світу                | Лондон             | 14                 | семиборство        |                    |
| 2018               | Чемпіонат світу в приміщенні   | Бірмінгем          | 7                  | п'ятиборство       |                    |
| 2018               | Кубок Європи з метань          | Лейрія             | 3                  | метання списа      |                    |
| 2018               | Чемпіонат світу серед юніорів  | Тампере            | 1                  | метання списа      | [ 8 ]              |
| 2018               | DNF                            | семиборство        | [ 9 ]              |                    |                    |